# Persona non grata (album)
Persona non grata è il dodicesimo album in studio (l'undicesimo contenente inediti) del gruppo musicale statunitense Exodus, pubblicato nel 2021 dalla Nuclear Blast.

## Tracce
1. Persona Non Grata – 7:30
2. R.E.M.F. – 4:22
3. Slipping into Madness – 5:33
4. Elitist – 3:58
5. Prescribing Horror – 5:09
6. The Beatings Will Continue (Until Morale Improves) – 3:01
7. The Years of Death and Dying – 5:22
8. Clickbait – 4:31
9. Cosa del Pantano – 1:13
10. Lunatic-Liar-Lord – 7:59
11. The Fires of Division – 5:23
12. Antiseed – 6:17

## Formazione
- Steve "Zetro" Souza - voce
- Gary Holt - chitarre
- Lee Altus - chitarre
- Jack Gibson - basso
- Tom Hunting - batteria